# 沙琛
沙琛（1759年—1822年），字献如，号雪湖。回族，云南大理府太和县（今大理市）人，清朝官员、诗人。赛典赤·赡思丁的后裔，沙朝俊的儿子。
乾隆四十五年（1780年）中举，嘉庆六年（1801年），任怀远县知县。后历任怀宁县、建德县、合肥县、霍邱县、六安州任职。所到之处，积极救灾，定保甲，义勇，兴办学校。在霍邱时，因审案不实，于嘉庆十一年（1806年）秋，被继任告发，撤职戍边。怀远、怀宁、建德、霍邱、六安等地士民集资为他申宽，请求免罪，被嘉庆帝赦免。
沙琛年少有才，长大后更加刻苦，嘉庆二十三年（1818年）刊印《点苍山人诗钞》八卷，被誉为滇中人才。